# Kopeisk
Kopeisk (russisch Копе́йск) ist eine Großstadt mit 137.601 Einwohnern (Stand 14. Oktober 2010) in Russland. Sie liegt in der Oblast Tscheljabinsk im Südural, rund 10 km von der Gebietshauptstadt Tscheljabinsk entfernt.

## Geschichte

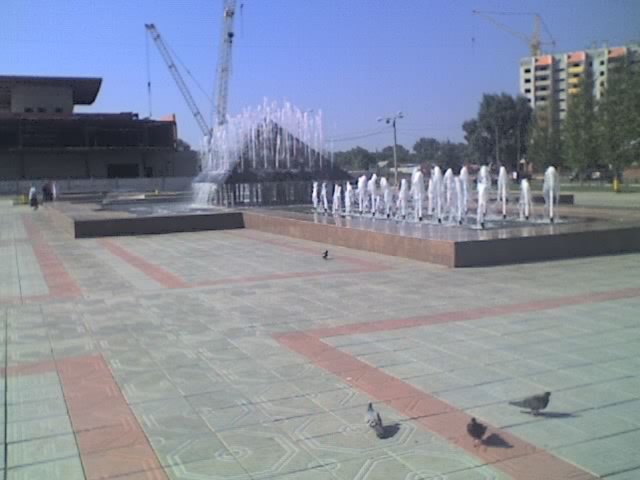
Ein Springbrunnen in Kopeisk

Kopeisk entstand Anfang des 20. Jahrhunderts aus einigen benachbarten Arbeitersiedlungen, die im Zuge der Erschließung einer Steinkohlelagerstätte im Jahre 1907 errichtet worden waren. Am 20. Juni 1933 erhielt Kopeisk Stadtrechte. Der Name des Ortes leitet sich ab vom Wort kopi, das wörtlich übersetzt „Mine“ oder „Lagerstätte“ bedeutet.
2004 wurde Kopeisk wieder formal zur Großstadt, indem sich die Einwohnerzahl durch die Wiedereingemeindung von sieben benachbarten und zuvor der Stadtverwaltung unterstellten, aber eigenständigen Siedlungen städtischen Typs fast verdoppelte. Diese abseits des Zentrums gelegenen Stadtteile waren zwischen 1979 und 1988 aus der eigentlichen Stadt ausgegliedert worden: Gornjak 1984 (war bereits von den 1930er-Jahren bis vor 1959 eigenständig), Baschowo 1988, Starokamyschinsk 1984, Oktjabrski 1979, Potanino 1988, Schelesnodoroschny 1980 und Wachruschewo 1980. Das heutige Stadtwappen stammt aus dem Jahr 2002.

### Bevölkerungsentwicklung
| Jahr | Einwohner | Anmerkung                                           |
| ---- | --------- | --------------------------------------------------- |
| 1939 | 60.153    | davon 15.529 eigenständige Arbeitersiedlung Gornjak |
| 1959 | 160.713   |                                                     |
| 1970 | 155.799   |                                                     |
| 1979 | 145.905   |                                                     |
| 1989 | 79.048    | 146.180 mit ausgegliederten Siedlungen              |
| 2002 | 73.342    | 140.876 mit ausgegliederten Siedlungen              |
| 2010 | 137.601   |                                                     |

Anmerkung: Volkszählungsdaten

## Wirtschaft
Das wirtschaftliche Leben von Kopeisk wird maßgeblich von der Förderung und Verarbeitung der Steinkohle bestimmt. Es gibt vier Bergwerke sowie unter anderem einen Maschinenbaubetrieb, der vorwiegend Bergbautechnik herstellt.

## Söhne und Töchter der Stadt
- Jakob Meister (* 1955), russisch-deutscher Schachmeister
- Pjotr Galkin (* 1958), Boxer[2]
- Júlia Movsesjan (* 1981), slowakisch-russische Schachmeisterin
- Igor Peremota (* 1981), Hürdenläufer[3]
- Sergei Kowaljow (* 1983), Boxer
- Gennadi Tatarinow (* 1991), Straßenradrennfahrer
- Timur Morgunow (* 1996), Leichtathlet